# Гвианский дельфин
Гвианский дельфин, или гвианская соталия (лат. Sotalia guianensis), — вид морских млекопитающих из семейства дельфиновых (Delphinidae).

## Статус вида
Ранее гвианский дельфин считался подвидом белого дельфина (Sotalia fluviatilis). Доказательства видовой самостоятельности основаны на генетических (Cunha et al. 2005; Caballero et al. 2007, 2008) и значительных морфометрических различиях в форме черепа и размерах (Monteiro-Filho et al. 2002, Fettuccia et al. 2009). Разделение на два вида широко принято в настоящее время.

## Внешний вид
Это животное до 2,1 м длиной, от светло до голубовато серого цвета на спине и по бокам, брюхо светло-серое. Спинной плавник обычно слегка крючковатый. Рыло средней длины чётко определяется.

## Распространение и образ жизни
Гвианский дельфин обитает в морских и устьевых водах востока Южной и Центральной Америки и Карибского бассейна. Живёт в небольших группах по 2—10 особей, иногда до 100, что свидетельствует о высокоразвитой социальной структуре. Животные достаточно активны и могут прыгать из воды, делать сальто или всплески хвостом. К лодкам стараются не подплывать. Питаются разнообразной рыбой, креветками и кальмарами. Вероятно, продолжительность жизни составляет до 30 лет.

## Охранный статус
Вид уязвим из-за побочной смертности в орудиях лова, особенно жаберных сетях и ловушках для креветок и рыбы. Значительные уловы были зарегистрированы во многих частях ареала. Кроме того, наблюдается прямое убийство человеком для дальнейшего использования в качестве приманок акул и креветок. Этот вид охраняется законом в большинстве стран ареала. Вид включён в Приложение I СИТЕС.